# Zweites Konzil von Dvin
Das Zweite Konzil von Dvin (armenisch Դվին) war ein Konzil der Armenischen Apostolischen Kirche, welches 555 in der armenischen Metropole Dvin abgehalten wurde, in der damaligen Residenz des Katholikos.

## Hintergrund
Beim Ersten Konzil von Nicäa 325 war das Dogma von der Göttlichkeit Jesu Christi angenommen worden und in der Folge entwickelte sich der Konflikt zwischen den Nestorianern, die eine Dualität des Christus in einer physischen Person und in einer göttlichen Person behaupteten, und den Monophysiten, welche nur die eine, göttliche Natur des Christus anerkennen. 431 wurden auf dem Konzil von Ephesos die Nestorianer als Häretiker verurteilt. 451, beim Konzil von Chalcedon, wurde eine vermittelnde Position angenommen, in welcher zwei Naturen Christi, menschlich und göttlich, festgestellt wurden in einer einzigen Person, womit der Monophysitismus verdammt wurde.
Der Nestorianismus entwickelte sich in den Syrischen Kirche (ܥܕܬܐ ܕܡܕܢܚܐ, Ēdtāʾ d-Maḏenḥā), welche unter den Sassanidenkönigen zur zweiten offiziellen Religion im Perserreich geworden war. Die Sassaniden hielten es für einen Vorteil, wenn der Nestorianismus eine Kluft zwischen den persischen Christen und den orthodoxen von Konstantinopel öffnete. Genau aus diesem Grund weckte der Nestorianismus jedoch auch Misstrauen beim armenischen Klerus.
482 ließ der Kaiser Zenon das Henotikon veröffentlichen, ein «Glaubensbekenntniss der Union», mit welchem er versuchte, die Kontroverse zu beenden, wobei er jedoch den Nestorianismus verdammte. Im Gegenzug wurde er beschuldigt, die Monophysiten zu begünstigen. In Armenien entschied der Katholikos Babken Wotmsezi (Papken I., Բաբկեն Ոթմսեցի, Babgen d’Otmous), ein Konzil einzuberufen um das Henotikon und die Entwicklung des Nestorianismus in der Syrischen Kirche zu besprechen. 506 fand das Erste Konzil von Dvin statt. Die Bischöfe von Armenien, Iberien und Albania kamen in Dvin zusammen und bestätigten das Henotikon uneingeschränkt. Da sie den Nestorianismus ablehnen wollten, ignorierten sie das Konzil von Chalcedon und dessen Schwerpunkt auf den zwei Naturen Christi.
Zu gleicher Zeit war die Politik im oströmisch-byzantinischen Reich bestimmt von Streitigkeiten zwischen den Orthodoxen, die am Konzil von Chalcedon festhielten, und den Monophysiten, die sich auf das Henotikon beriefen. Diese Streitigkeiten manifestierten sich politisch im Konflikt zwischen den Blauen, die eine Partei des Adels und der Großgrundbesitzer darstellten, hauptsächlich Chalcedonenser, und den Grünen, die vor allem dem Stand der Kaufleute, des Handwerks und der Ämter angehörten, hauptsächlich Monophysiten. Nach seinem Amtsantritt berief Justin I., ein glühender Anhänger des Chalcedonenser, ein Konzil aus vierzig lokalen Bischöfen, die ihr Festhalten an der Lehre von Chalcedon bekräftigten und das Henotikon widerriefen.

## Das Konzil
Der Katholikos Nerses II. von Bagrevand (Nersès II Bagrévandetsi armenisch Ներսես Բ Բագրևանդցի, Nersès II Aštaraketsi Ներսես Բ Աշտարակեցի; † 557/558) versammelte daraufhin 555 ein neues Konzil in Dvin.
Teilweise wird dieses Konzil als das dritte Konzil in Dvin bezeichnet, da laut den Aufzeichnungen des Georgischen Patriarchen Arseni Sapareli 552/553 ein weiteres Konzil abgehalten worden war; nach dieser Hypothese wurde bereits 552/553 auf eine Darstellung einer syrischen, monophysitischen Delegation unter Führung von Bischof Abdischo (Ebedjesus; cAbdīšōc) der Canon des Konzils von Chalcedon 451 verworfen. Das Konzil von 555 kam demnach nur zum Ergebnis, den Proselytismus der Nestorianer in Susan zu verwerfen. Das Konzil von 552/553 erscheint jedoch nicht in den armenischen Konzilslisten, daher kann es sich auch um einen Fehler handeln.
Das Konzil 555 wurde hauptsächlich von westlichen Historikern als Zeitpunkt des Bruchs der armenischen Kirche mit der romano-byzantinischen Kirche bestimmt, aufgrund der deutlichen Zurückweisung der Canones des Konzils von Chalcedon. Armenische Historiker führen den Bruch meist schon auf das Erste Konzil von Dvin, 506, zurück unter Katholikos Babgen d'Otmous; die Verfechter dieser These stützen sich hauptsächlich auf die Narratio de rebus Armeniae (ein anonymes pro-chalcedonisches Werk um 700), auf die Aufzeichnungen von Arseni Sapareli (die nur in griechischer Übersetzung erhalten sind) oder auf andere Dokumente, deren Authentizität oder Glaubwürdigkeit inzwischen in Zweifel gezogen wurden.
Die Historikerin Nina Garsoïan, deren Arbeit von dem Philologen Robert W. Thomson als „unschätzbar“ bezeichnet wurde, hat in der Tat bewiesen, dass in den zeitgenössischen Schriften zum Konzil an keiner bedeutenden Stelle Chalcedon erwähnt wird: Aus den drei Schriften, welche als offizielle Akten des Konzils im Buch der Schriften (Livre des lettres, Pacte d’union) aufgenommen wurden, geht hervor, dass das Konzil sich fast ausschließlich mit der Reaktion auf die Verbreitung der nestorianischen Häresie beschäftigte, und das Chalcedonense wird in den Akten an keiner Stelle zitiert; wie auch in den zeitgenössischen dogmatischen Briefen, die mit dem Konzil in Verbindung stehen, auf keinerlei Passagen aus dem Chalcedonense eingegangen wird. Garsoïan schließt daraus, dass die Trennung der armenischen Kirche bis zum Jahr 518 nur schleichend vorangeht, bis Kaiser Justin I. die Politik Zenons aufgab und das Henotikon verwarf.
Garsoïan stellte außerdem fest, dass die letzteren Quellen im Zusammenhang mit dem Konzil 555, welches von Nerses einberufen wurde, „alle Aktivitäten und Innovationen des VI. Jahrhunderts völlig durcheinanderbringen,“ zum Beispiel die Reform des armenischen Kalenders.